# غلين داندريدج
غلين داندريدج (بالإنجليزية: Glen Dandridge)‏ مواليد 16 يوليو 1985، هو لاعب كرة سلة أمريكي. بدأ مسيرته الاحترافية في سنة 2009. يبلغ طوله 6 قدم 6 بوصة (2.0 م). لعب كرة السلة الجامعية في جامعة ميسوري.

## المسيرة الاحترافية
لعب مع هاليفاكس رينمين في سنة 2009، ثم لعب مع نادي النهضة البركانية في موسم 2011–2012، ثم لعب مع سبيرو شارلوروا في موسم 2012–2013، ثم لعب مع كانتربيري رامز في سنة 2014، ثم لعب مع كاربوش سوكولي في سنة 2015.

## روابط خارجية
- غلين داندريدج على موقع كرة السلة الأوروبية.كوم (الإنجليزية)
- غلين داندريدج على موقع كلية كرة السلة في سبورتس رفرنس.كوم (الإنجليزية)
- غلين داندريدج على موقع ريلجم (الإنجليزية)
- غلين داندريدج على موقع بروبوليرز (الإنجليزية)